# Carlos Agustín Fonseca Teijeiro
Carlos Agustín Fonseca Teijeiro (Madrid, España, 8 de marzo de 1981), más conocido como Carlos Fonseca es un entrenador de fútbol español que actualmente dirige al Vaca Díez de la Primera División de Bolivia.

## Trayectoria
Fonseca comenzaría su trayectoria en los banquillos en las categorías inferiores de la EF Arganda y Getafe CF, al que dirigiría en categoría cadete y juvenil A. Además de compaginar su cargo con ser profesor Escuela de entrenadores de la Real Federación de Fútbol de Madrid (RFFM). Fue analista táctico de la Selección madrileña Sub-16, que se proclamó campeona de España en la temporada 2016-2017.
En la temporada 2018-20, dejó la cantera del Getafe CF para firmar como entrenador del Club Deportivo La Granja del grupo VIII de Tercera División.
En julio de 2020, firma por el Al-Tai Saudi Club de la segunda división de Arabia Saudí. Fonseca dirigiría al conjunto saudí hasta el diciembre de 2020.
El 9 de febrero de 2021, se hace oficial su fichaje por el Club Real Potosí de la Primera División de Bolivia.
Noviembre de 2022 Carlos firma como Seleccionador de Madrid para el campeonato de oro de la Federación Española de Fútbol de  España 2023.
El día 2 de abril de 2023 Carlos consigue ganar el Campeonato de España de Selecciones venciendo a la selección Catalana.
Enero de 2024, el entrenador Madrileño coge los mandos del Riga F.C II, club que milita en la 2.ª División Letona  

## Clubes

### Como entrenador[6]
| Club                     | País           | Año       |
| ------------------------ | -------------- | --------- |
| Getafe CF Fútbol base    | España         | 2015-2018 |
| Getafe CF Juvenil A      | España         | 2018-2019 |
| Club Deportivo La Granja | España         | 2019-2020 |
| Al-Tai Saudi Club        | Arabia Saudita | 2020      |
| Real Potosí              | Bolivia        | 2021      |
| Vaca Díez                | Bolivia        | 2023-     |
| Riga F.C                 | Letonia        | 2024      |